# 萨特克里克 (加利福尼亚州)
萨特克里克（英語：Sutter Creek），是美国加利福尼亚州阿马多尔县下属的一座城市。建市于1913年2月11日，面积大约为2.56平方英里（6.6平方公里）。根据2010年美国人口普查，该市有人口2,501人。